# Herne
Herne este un oraș în landul Renania de Nord-Westfalia, Germania. 

## Personalități născute aici
- Bernd Storck (n. 1963), fotbalist, antrenor;
- Yıldıray Baștürk (n. 1978), fotbalist.